# Dontostemon
Dontostemon – rodzaj roślin należący do rodziny kapustowatych. Obejmuje 12 gatunków. Rośliny te występują w rejonie Himalajów, w Chinach, Kirgistanie, Kazachstanie, Tadżykistanie, Mongolii, w rosyjskiej Syberii i Dalekim Wschodzie, na Półwyspie Koreańskim i Japonii.

## Morfologia

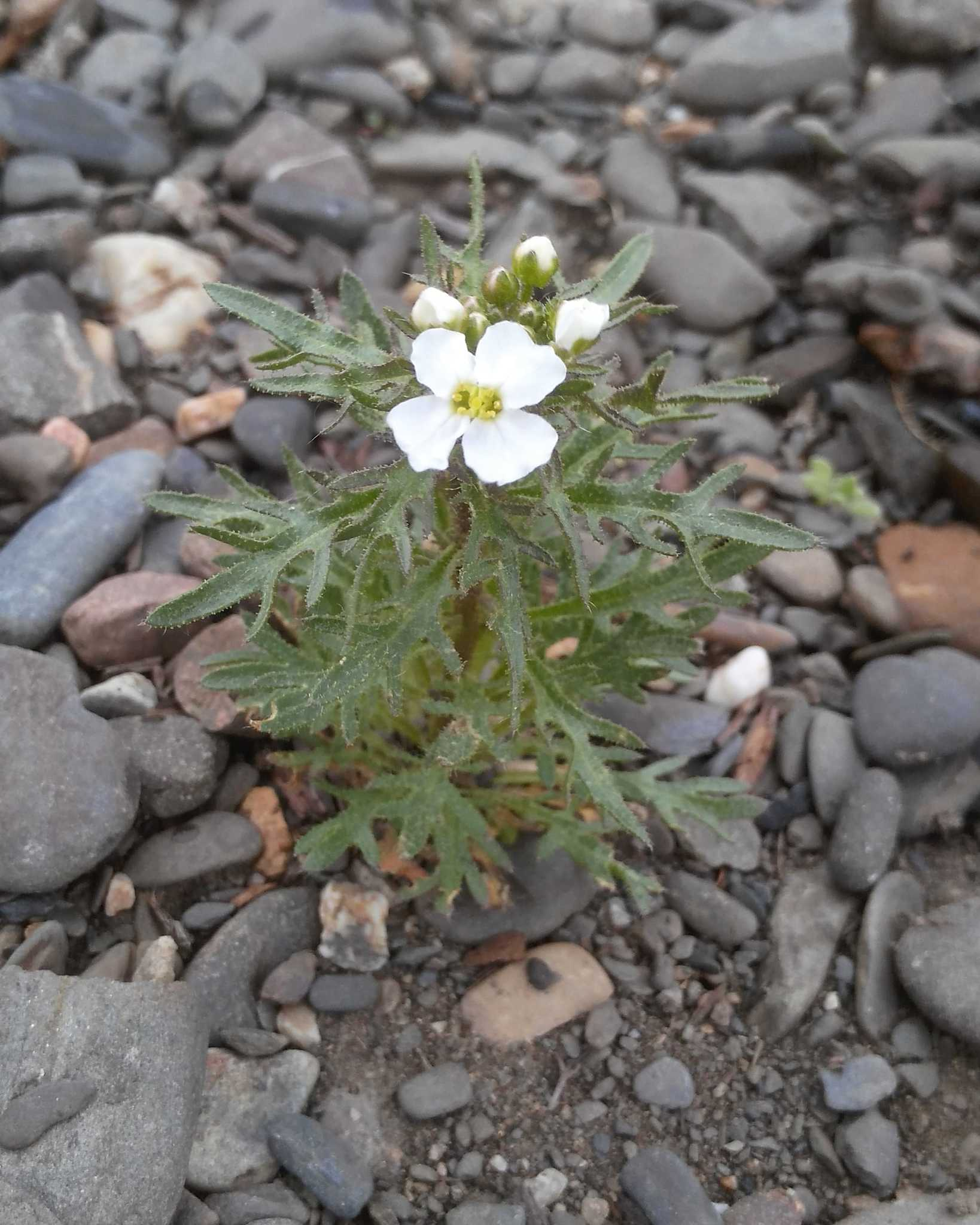
Dontostemon pinnatifidus

PokrójRośliny zielne (jednoroczne, dwuletnie i byliny), o pędach wzniesionych lub podnoszących się, nierozgałęzionych lub rozgałęzionych, zwykle owłosionych włoskami jednokomórkowymi i prostymi, nierozgałęzionymi, czasem wymieszanymi z włoskami wielokomórkowymi i rozgałęzionymi oraz gruczołowatymi.
LiścieOdziomkowe i łodygowe, dolne zawsze są ogonkowe, czasem tworzą rozetę przyziemną. Liście łodygowe są ogonkowe lub siedzące. Kształt blaszki u liści odziomkowych i łodygowych podobny – liście bywają pojedyncze i całobrzegie, poprzez ząbkowane i wcinane po głęboko pierzastosieczne z odcinkami bardzo wąskimi.
KwiatyZebrane w grona wydłużające się w czasie owocowania. Działki kielicha jajowate, prosto wzniesione, boczna para nie jest woreczkowato rozdęta. Płatki korony cztery, białe do jasnofioletowych, jajowate do podługowatych, z paznokciem. Pręcików 6, czterosilnych, z podługowatymi pylnikami. Zalążnia górna z 7–60 zalążkami zwieńczona jest krótką lub całkiem zredukowaną szyjką słupka i mniej lub bardziej dwudzielnym znamieniem.
OwoceŁuszczyny równowąskie, obłe na przekroju, prosto wzniesione ku górze lub nieco odchylające się od osi kwiatostanu.

## Systematyka
Pozycja systematyczna
Rodzaj należy do rodziny kapustowatych (Brassicaceae), a w jej obrębie do plemienia Dontostemoneae.
Wykaz gatunków
- Dontostemon crassifolius (Bunge ex Turcz.) Maxim.
- Dontostemon dentatus (Bunge) C.A.Mey. ex Ledeb.
- Dontostemon elegans Maxim.
- Dontostemon glandulosus (Kar. & Kir.) O.E.Schulz
- Dontostemon gubanovii (D.A.German) D.A.German
- Dontostemon hispidus Maxim.
- Dontostemon integrifolius (L.) Ledeb.
- Dontostemon intermedius Vorosch.
- Dontostemon micranthus C.A.Mey.
- Dontostemon perennis C.A.Mey.
- Dontostemon pinnatifidus (Willd.) Al-Shehbaz & H.Ohba
- Dontostemon senilis Maxim.